# آريوس الأول
آريوس الأول (باليونانيَّة: Ἀρεύς Α΄) هو حفيد كليومينس الثاني، والملك الخامس والعشرون لإسبرطة من سلالة أجيداي، وأب آكروتاتوس الثاني الذي سيخلف الحكم من بعده.

## وصلات خارجية
- قاموس السيرة والأساطير اليونانية والرومانية (بالإنجليزية)